# Кокнесе (станция)
Ко́кнесе (латыш. Koknese) — железнодорожная станция в посёлке Кокнесе, центре Кокнесской волости Кокнесского края Латвии. Станция находится на линии Рига — Крустпилс.

## История
Станция Кокнесе открыта одновременно с Риго-Двинской железной дорогой в 1861 году. В 1930 годах особой популярностью пользовались туристические поезда маршрута Рига — Кокнесе. Программа экскурсии включала посещение руин Кокнесского замка, катание на лодках по Даугаве до скалы Стабурагс и танцы в специальном вагоне.
Изначальное пассажирское здание разрушено во время Второй мировой войны.
В 2013—2014 гг. на станции Кокнесе оборудованы высокие перроны, модернизированы пути и расположенный неподалёку переезд.